# Katolikus Karitász (Magyarország)
A Katolikus Karitász (latinul: Caritas Hungarica) egy egyházi jogi személyiségű közcélú humanitárius szervezet. A Karitatív Tanács tagja. Védőszentje Szent Erzsébet.
Célja, hogy nemre, korra és felekezeti hovatartozásra tekintet nélkül segítse a rászorulókat, bajba jutottakat, betegeket a különböző segélyakciók keretében és szociális, egészségügyi intézetek fenntartása útján. További célja, hogy a személyes szolgálatot végzők, az önkéntes és hivatásos munkatársak személyes szeretete jusson el a támogatott emberekhez.
Jelenlegi elnöke Spányi Antal székesfehérvári megyés püspök.

## Története
A Katolikus Karitászt 1931-ben alapította gróf Apponyi Albert és Ranschburg Lajos pápai kamarás, hogy a Magyar Katolikus Egyház szervezett formában nyújthasson segítséget a nélkülözőknek. A szervezet gyorsan országos hálózattá fejlődött, és jelentős szerepet játszott a két világháború közötti időszakban a szegénység enyhítésében és a katasztrófahelyzetek kezelésében.
A második világháború után, a szovjet megszállást követően a kommunista hatalom korlátozta, majd 1950-ben be is tiltotta a Karitász működését, ahogy számos más egyházi intézményét is. A szervezet hivatalosan csak a rendszerváltást követően, 1991-ben alakulhatott újjá. Az újraindulás kezdeményezője és első igazgatója dr. Frank Miklós volt, aki korábban is aktív szerepet vállalt az egyház szociális munkájában.
1991-ben az újjáalakult szervezet rövid ideig „Katolikus Szeretetszolgálat” néven működött, majd visszatért a történelmi elnevezéshez: Katolikus Karitász – Caritas Hungarica. Ugyanebben az évben tagja lett a Caritas Internationalis nemzetközi szövetségnek is, és bekapcsolódott az európai és globális segélyprogramokba.
Az újjászerveződött Karitász 1991 óta országos hálózattal rendelkezik, és a helyi plébániákhoz kapcsolódó csoportjai révén számos szociális, humanitárius és katasztrófa-elhárító tevékenységet végez. A szervezet jelenlegi országos igazgatója Écsy Gábor, a püspöki felügyeletet Spányi Antal székesfehérvári megyéspüspök látja el.

## Szervezet
A Karitász intézmény, mert a katolikus egyház hivatalos segélyszervezete. Mozgalom, mert mozgósít önkénteseket humanitárius célokra.

## Tevékenység

### Adományok, segélyek
- 2010-ben három katasztrófa sújtotta területre az Esztergomi Főegyházmegyében 138 millió magyar forint gyűlt össze. A Haiti földrengés, az ajkai vörösiszap és az észak-magyarországi árvíz területekre kerültek a segélyek.
- Erdő Péter bíboros kidolgozott egy gyógyszertámogatási rendszert, ami azt jelenti, hogy havi ötezer forinttal támogatják az egyházmegyében élőket.
- A Szent Erzsébet Karitász Központnak van egy bútorraktára, ahol bútorokat igényelnek a rászorulók. A ki-be szállítások száma 738 volt 2010-ben.[4]

- Élelmiszersegélyek
- Ápoló munkatársak képzése vagy továbbképzése, munkájuk megerősítései.

## A Karitász tízparancsolata
A Katolikus Karitász önkéntesei és munkatársai számára kialakított tíz irányelv, amely az önkéntes segítés lelkiségét és etikai alapelveit foglalja össze. Az alábbi pontok a Karitász belső szabályzatából származnak:
1. Igazán segíteni csak szeretetből, szeretettel lehet.
2. Kétszer segít, aki gyorsan segít. A bürokrácia a karitász halála.
3. A bajbajutottat sohase alázd meg: érezze, hogy örömmel segítesz.
4. Úgy segíts, hogy a rászoruló saját magán is segíthessen. Vezesd rá az öntevékenységre.
5. Ne alamizsnát adj, hanem igyekezz a bajt gyökerében orvosolni.
6. A bajbajutott nem „eset”, hanem személy. Vedd emberszámba, törődj vele, szánj rá időt, türelmet, őszinte érdeklődést.
7. Vedd elejét a visszaéléseknek. Járj utána a fontosabb ügyeknek.
8. Kínos pontossággal számolj el minden fillérről, és köszönj meg minden adományt.
9. A segítség nem monopólium, de nem is konkurencia. Segíts annak, aki segíteni akar.
10. Ne várj hálát. Ne sértődj meg. Ne légy kicsinyes. Imádkozz azokért, akiket Isten a szeretetedre bízott.

## Gazdálkodás
2010-ben a Katolikus Karitász összes bevétele 1080 millió Ft volt. Ez a következő fő tételekből állt össze:
- Támogatások: 1006 millió Ft (93%)
  - Normatív támogatások: 11 millió Ft (1%)
  - Önkormányzati támogatások: 7 millió Ft (1%)
  - Adományok: 988 millió Ft (91%)
- Pályázatok: 15 millió Ft (1%)
- Térítési díjak: 31 millió Ft (3%)
- Egyéb bevételek: 29 millió Ft (3%)

A kiadások összege 399 millió Ft-ot tett ki.
- Adott támogatások: 221 millió Ft (55%)
  - Belföldre: 217 millió Ft (54%)
  - Külföldre: 4 millió Ft (1%)
- Személyi jellegű ráfordítások: 66 millió Ft (17%)
- Anyagi jellegű ráfordítások: 98 millió Ft (25%)
- Egyéb kiadások: 14 millió Ft (4%)[5]